# Ballrücken
Ballrücken är en bergstopp i Antarktis. Den ligger i Östantarktis. Nya Zeeland gör anspråk på området. Toppen på Ballrücken är 201 meter över havet.
Terrängen runt Ballrücken är varierad. Trakten är obefolkad. Det finns inga samhällen i närheten. 